# Cola mossambicensis
Cola mossambicensis («cola de Moçambic», en llatí) és una espècie d'arbre pertanyent a la família de les malvàcies. És un arbre endèmic del bosc perennifoli del centre de Moçambic i Malawi. De la mateixa manera que d'altres espècies del gènere Cola, les flors es produeixen en raïms de les branques velles i les llavors s'alliberen quan els fruits madurs es divideixen longitudinalment. Aquesta espècie d'arbre arriba fins als 27 m d'alçada, amb les fulles de fins a 22×9,5 cm, coriàcies o subcoriàcies, d'obovada-el·líptiques a obovades, l'àpex abruptament acuminat.